# Сазых-Дере
Сазы́х-Дере́ (укр. Сазих-Дере, крымскотат. Sazıq Dere, Сазыкъ Дере) — малая река в Белогорском районе Крыма, левый приток реки Су-Индол (он же Мокрый Индол). Длина водотока 6,2 километров, площадь водосборного бассейна 5,1 км².
Исток реки, согласно книге «Реки и Озёра Крыма», находится на северо-западных склонах горы Кокташ Главной гряды Крымских гор, судя же по топокартам — на восточных. Течёт почти на север, в низовье отклоняясь к востоку. В средней части образует очень глубокий узкий овраг, поросший старым лесом. Притоков река не имеет, впадает, согласно картам, в Су-Индол в 15 километрах от устья, у южной стороны шоссе 35К-003 Симферополь — Феодосия, фактически, в районе устья Сазых-Дере канализирован и впадает справа в Баймурзу, примерно в 200 м западнее села Еленовка.